# Jazz at the Showboat
| Recensione | Giudizio |
| ---------- | -------- |
| AllMusic   |          |

Jazz at the Showboat è un album discografico del chitarrista jazz statunitense Charlie Byrd, pubblicato dall'etichetta discografica Offbeat Records nel novembre del 1958.

## Tracce

### LP
Lato A
1. Byrd's Word – 5:32 (Bobby Felder)
2. Blue Turning Grey Over You – 2:55 (Andy Razaf, Fats Waller)
3. Bobby in Bassoonville – 4:26 (Bobby Felder)
4. Satin Doll – 4:20 (Duke Ellington)
5. Tri-X – 4:29 (Bobby Felder)

Lato B
1. Conversation Piece – 3:36 (Charlie Byrd, Keter Betts)
2. What's New – 4:14 (Johnny Burke, Bob Haggart)
3. Top's Tune (Charlie Schneer)
4. Stompin' at the Savoy – 3:21 (Edgar Sampson, Benny Goodman, Chick Webb)
5. Don't Explain – 3:27 (Arthur Herzog, Billie Holiday)
6. Buck's Hill – 4:37 (Bobby Felder)

## Musicisti
Byrd's Word / Tri-X / What's New / Buck's Hill
- Charlie Byrd - chitarra amplificata
- Bobby Felder - trombone a pistoni
- Buck Hill - sassofono tenore
- T. Carson - piano
- Keter Betts - contrabbasso
- Bertell Knox - batteria

Blue Turning Grey Over You / Don't Explain
- Charlie Byrd - chitarra amplificata
- Ginny Byrd - voce

Bobby in Bassoonville
- Charlie Byrd - chitarra amplificata
- Kenneth Pasmanick - fagotto
- Bobby Felder - trombone a pistoni
- T. Carson - piano
- Keter Betts - contrabbasso
- Bertell Knox - batteria

Satin Doll
- Charlie Byrd - chitarra
- Keter Betts - contrabbasso
- Eddie Phyfe - batteria

Conversation Piece
- Charlie Byrd - chitarra
- Keter Betts - violoncello

Top's Tune
- Charlie Schneer - piano
- Keter Betts - contrabbasso
- Eddie Phyfe - batteria

Stompin' at the Savoy
- Charlie Byrd - chitarra elettrica
- Charlie Schneer - piano
- Keter Betts - contrabbasso
- Eddie Phyfe - batteria[2]

Note aggiuntive
- Orrin Keepnews - produttore
- Registrazioni effettuate nel 1958 al Edgewood Recording Studio di Washington, D.C., Stati Uniti
- Paul Sampson - note retrocopertina album originale